# Lithodidae

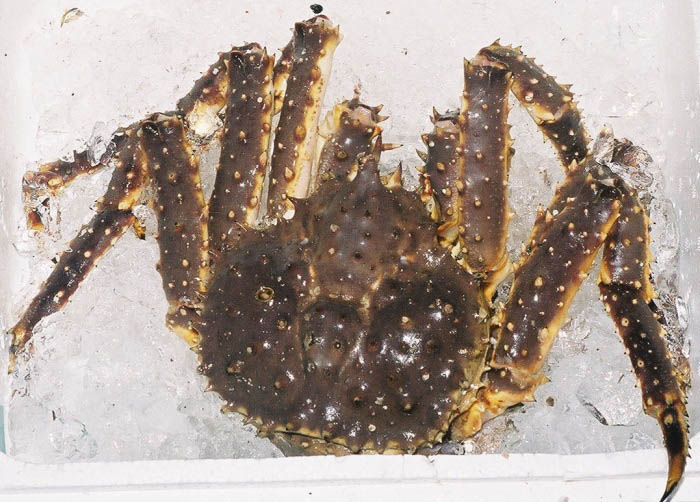
Paralithodes camtschaticus.

Lithodidae é uma família de crustáceos marinhos da ordem dos decápodes (Decapoda), com distribuição natural predominantemente nos mares frios. Devido ao seu grande tamanho, muitas espécies desta família são utilizadas como alimento pelos humanos.

## Descrição
São parentes próximos dos caranguejos-eremita (Anomura), dos quais parecem ter derivado, o que explica a assimetria patente nas formas adultas. Apesar de existirem dúvidas sobre esta teoria, os Lithodidae são o melhor exemplo de carcinização entre os decápodos.

## Espécies
São conhecidas cerca de 40 espécies, divididas em 14 géneros:
- Acantholithodes Holmes, 1895
  - Acantholithodes hispidus (Stimpson, 1860)
- Cryptolithodes Brandt, 1848
  - Cryptolithodes brevifrons
  - Cryptolithodes sitchensis Brandt, 1853
  - Cryptolithodes typicus Brandt, 1848
- Dermaturus Brandt, 1850
  - Dermaturus mandtii Brandt, 1850
- Glyptolithodes Faxon, 1895
  - Glyptolithodes cristatipes (Faxon, 1893)
- Hapalogaster Brandt, 1850
  - Hapalogaster cavicauda Stimpson, 1859
  - Hapalogaster grebnitzkii Schalfeew, 1892
  - Hapalogaster mertensii Brandt, 1850
- Lithodes Latreille, 1806
  - Lithodes aequispinus J. E. Benedict, 1895
  - Lithodes agassizii
  - Lithodes antarcticus - santola chilena
  - Lithodes couesi J. E. Benedict, 1895
  - Lithodes longispina Sakai, 1971
  - Lithodes maja (Linnaeus, 1758)
  - Lithodes nintokuae Sakai, 1976
- Lopholithodes Brandt, 1848
  - Lopholithodes foraminatus (Stimpson, 1859)
  - Lopholithodes mandtii Brandt, 1848
- Neolithodes A. Milne-Edwards & Bouvier, 1894
  - Neolithodes agassizii (S. I. Smith, 1882)
  - Neolithodes diomedeae (J. E. Benedict, 1895)
  - Neolithodes grimaldii (A. Milne-Edwards & Bouvier, 1894)
- Oedignathus Benedict, 1895
  - Oedignathus inermis (Stimpson, 1860)
- Paralithodes Brandt, 1848
  - Paralithodes brevipes (H. Milne Edwards & Lucas, 1841)
  - Paralithodes californiensis (J. E. Benedict, 1895)
  - Paralithodes camtschaticus (Tilesius, 1815)
  - Paralithodes platypus Brandt, 1850
  - Paralithodes rathbuni (J. E. Benedict, 1895)
- Paralomis White, 1856
  - Paralomis africana Macpherson, 1982
  - Paralomis anamerae Macpherson, 1988
  - Paralomis arethusa Macpherson, 1994
  - Paralomis birsteini Macpherson, 1988
  - Paralomis bouvieri Hansen, 1908
  - Paralomis cristulata Macpherson, 1988
  - Paralomis cubensis Chace, 1939
  - Paralomis erinacea Macpherson, 1988
  - Paralomis formosa Henderson, 1888
  - Paralomis hirtella De Saint Laurent & Macpherson, 1997
  - Paralomis hystrix (De Haan, 1844)
  - Paralomis jamsteci Takeda & Hashimoto, 1990
  - Paralomis microps Filhol, 1884
  - Paralomis multispina (Benedict, 1894)
  - Paralomis spectabilis Hansen, 1908
  - Paralomis spinosissima
  - Paralomis verilli (Benedict, 1894)
- Phyllolithodes Brandt, 1848
  - Phyllolithodes papillosus Brandt, 1848
- Placetron Schalfeew, 1892
  - Placetron wosnessenskii Schalfeew, 1892
- Rhinolithodes Brandt, 1848
  - Rhinolithodes wosnessenskii Brandt, 1848